# Eduíno da Nortúmbria
Eduíno da Nortúmbria, também chamado de Eduíno ou Santo Eduíno (Deira, 585 — 12 de outubro de 633) é um santo católico que foi rei da Nortúmbria de 616 a 632. Filho do rei Ella de Deira, casou-se com Santa Etelburga. Em 627, converteu-se ao cristianismo e foi batizado por Paulino de Iorque, tornando-se o primeiro rei cristão da Nortúmbria.
Foi pai de Santa Eanfleda e Santo Eduíno. É tio-avô de Santa Hilda e bisavô de Santa Elfleda. Logrou evangelizar seu reino e foi morto por Penda de Mércia.